# Bernard d'Oms
Bernard d'Oms, seigneur de Corbère, est un noble roussillonnais du XVe siècle de l'influente famille d'Oms, conseiller clé de Jean II d'Aragon  ainsi que de Louis XI, ayant joué un rôle prépondérant lors des rivalités françaises et aragonaises à l'occasion des expéditions de Louis XI lors de la crise de succession en Aragon.

## Biographie

### Conseiller du roi d'Aragon
Bernard d'Oms est seigneur de Corbère.

Il est conseiller du roi Jean II d'Aragon jusqu'en 1462, notamment lors de la crise de succession en Aragon qui dure depuis la mort d'Alphonse le Magnanime en 1458. En effet, Jean II, frère du défunt, dispute alors la couronne à son fils Charles de Viane. Ce dernier est retrouvé mort en septembre 1461, ce qui déclenche une guerre civile entre Jean II et les villes d'Aragon, en particulier Barcelone. Étant donné que feu Charles de Viane est arrière-petit-fils de Jeanne de France, fille du roi Jean II de France, Louis XI y trouve un bon prétexte pour intervenir.

Louis XI tente de s’allier aux États de Catalogne. Devant leur refus poli, il se tourne vers Jean II, lequel lui cède provisoirement les revenus des comtés de Roussillon et de Cerdagne en échange de son aide, d'après le traité de Bayonne.

« Admiral, ......... Le roy d'Arragon me fait faire le serment de Perpeignent a messire Carle Doms et de Couleuvre a messire Beranguer (d'Oms). Je lui doy ayder a l'encontre de ceulx de Barcelone, et me doit payer IIc m. vieulx escus dedans III moys apres, et M mars d'or de paines, et ainsi il me semble que je n'ay pas perdu mon escot. J'ay despesche les gens du roy d'Espaigne, qui sont bien contens ; j'ay eu vent que ceulx de Barcelonne veullent apoincter a leur roy, mais aussi bien la gaigere. [Bordeaux, mai 1462]. »

### Services au roi de France
C'est Bernard d'Oms qui mène alors les troupes françaises à l'assaut du Roussillon révolté contre l'autorité du roi catalan Jean II pour le compte du roi de France Louis XI. Il est donc sénéchal de Beaucaire et de Nîmes du 21 juin 1462 au 31 octobre 1464 ainsi qu'au 2 octobre 1466.

« ........ j'ay despesche ceulx de Perpeignen, messire Carles Dons et le seneschal de Beaucayre, ainsi que vous verrez par le double de leur expedicion.........[Milieu de juillet 1462]. »

« Mareschal, j'ay receu vos lettres contenans que se le traictie de Perpeignan est fait, vous ferez passer l'artillerie par mer et tirerez a Barselonne, et que avez envoye le seneschal de Beaucaire pour le faire. ......... Donne a Rouen, le XIIIIe jour d'aoust [1462]. LOYS. BOURRE. »

Puis il est un moment nommé gouverneur de Roussillon, le 2 octobre 1466, et de Cerdagne de 1463 à 1464.
 De plus, au moins dès 1468, Bernard d'Oms est sénéchal et capitaine de Carcassonne, selon des lettres du roi Louis XI datées le 9 septembre 1468, et ses quittances sont signées de lui du 29 mai et du 30 juin 1469. Ce jour-là, 30 juin, le roi Louis XI le nomme chevalier, conseiller et chambellan du roi. Il rentre encore en Roussillon en qualité de sénéschal de la province, confirmée par lettres datées les 17 janvier et 30 avril 1471 ainsi que 3 janvier 1472.

### Ses dernières années
À cette date, il comprend que Louis XI a l'intention de conserver le Roussillon comme une province française. Pur catalan, il se porte alors à la tête d'une insurrection de Roussillonnais contre les Français, avec ses neveux Guillem d'Oms et Pierre d'Ortaffa. Cependant, lorsque l'armée d'Aragon approche de Perpignan, il garde la fonction en tant que sénéchal. À la suite d'un renseignement, Louis XI lui ordonne de venir en diligence à Tours le 9 mars 1473. 

« Seneschal, l'on m'a dit que vous favorisez le roy Jehan, qui m'est bien estrange, et ne le croy pas. Toutesvoyes, afin de vous parler plus a plain de ceste matiere et d'autres, dont j'ay neccessairement a parler a vous, je vous pry que, toutes choses lessees, vous en venez devers moy, a la plus grant dilligence qu'il vous sera possible. Et gardez bien qu'il n'y ait point de faulte. Et semblablement faictes venir vostre cousin Guillaume, le seigneur de Dons (d'Oms), et autres au tens que ledit de Bellecombe vous nomera, car nous voulons expressement parler a eulx. En attendant que j'aye ordonne une bien grant armee que je veulx envoyer par dela, en quoy je besongne tous les jours pour adviser de leur paiement et de l'artillerie, je y envoye presentement devant et a toute dilligence le nombre de trois cents lances et deux mil francs archiers, et incontinent apres y envoyere ladicte grant armee, car, Dieu mercy, je n'en ay plus a faire par deca, pour ce que l'appoinctement de Bourgongne est du tout fait, ainsi que [...] porteur de cestes vous pourra dire plus a plain, lequel croyez de ce qu'il vous dira et vous en venez quant et lui. Donne aux Moultiz lez Tours, le IXme jour de mars [1473]. LOYS. Au seneschal de Rouxillon. »

« Monseigneur du Lau, j'ay este adverty que le roy Jehan a plusieurs entreprinses en Rouxillon, et mesmement en la ville de Perpignen, par quoy vostre presence oudit pais est bien neccessaire. ......... J'ay plusieurs foys escript au seneschal de Rouxillon qu'il s'en vint devers moy, ce qu'il n'a pas fait. Vous savez qu'il est suspeconne de favoriser ledit roy Jehan, qui m'est bien estrange. Pour ce, envoyez le moy incontinent. (Toutesvoyes, s'il vous sembloit qu'il vaulsist mieulx ne l'envoier sitost, si le faictes ; mes, en toutes fassons, ne le lessez point derriere quant vous en viendrez, et l'amenez pie a pie quant et vous.)......... [le 9 mars 1473] »

En effet, le 10 avril 1472, il a été dénoncé en tant qu'un des conspirateurs décidés à livrer Perpignan au roi Jean II Après l'entrée de ce dernier, il devient gouverneur d'Elne. Comme il conservait la fonction royale française, cela provoquera une conséquence fatale.

« Monseigneur le gouverneur [de Dauphiné], ......... Aussi porres arrester le frere de messire Bernard d'Ons, lequel vous prie que faictes bien garder ; et ce povez faire ce que m'avez escript touchant ledit messire Bernard, vous me ferez ung des grans services que me scauriez faire en toutes les marches de par dela, et je scay bien que vous y ferez ce que vous pourrez. ......... [mai 1474] LOYS. DE CERISAY. »

Il défend héroïquement cette ville face aux troupes françaises jusqu'à être fait prisonnier le 5 décembre 1474, et condamné à être décapité le 13 décembre 1474 au château de Perpignan.

Armes de la famille d'Oms (devise "Noblesse sert comme sert vieux lignage" - traduit du poète latin Juvénal)

## Famille
Il est le fils de Charles d'Oms, procureur des comtés de Roussillon et de Cerdagne.

Son fils François d'Oms est valet tranchant du Roy.

Guérant dez Pla épouse sa sœur Aldencia de Corbière et devient son beau-frère.

### Sources
- Encyclopédie catalane
- Dictionnaires des Biographies Roussillonnaises de l'Abbé Capeille.
- Histoire du Roussillon de Jean de Gazanyola, Perpignan 1857.